# Feronia (gênero)
Feronia é um género botânico pertencente à família Rutaceae.